# Notker III di San Gallo
Notker III di San Gallo, detto anche Labeone e il Teutonico (Wil, 950 – San Gallo, 28 giugno 1022), è stato un abate, scrittore e traduttore tedesco. 
Fu il primo commentatore di Aristotele del Medioevo e il più importante traduttore in tedesco prima di Martin Lutero.

## Biografia

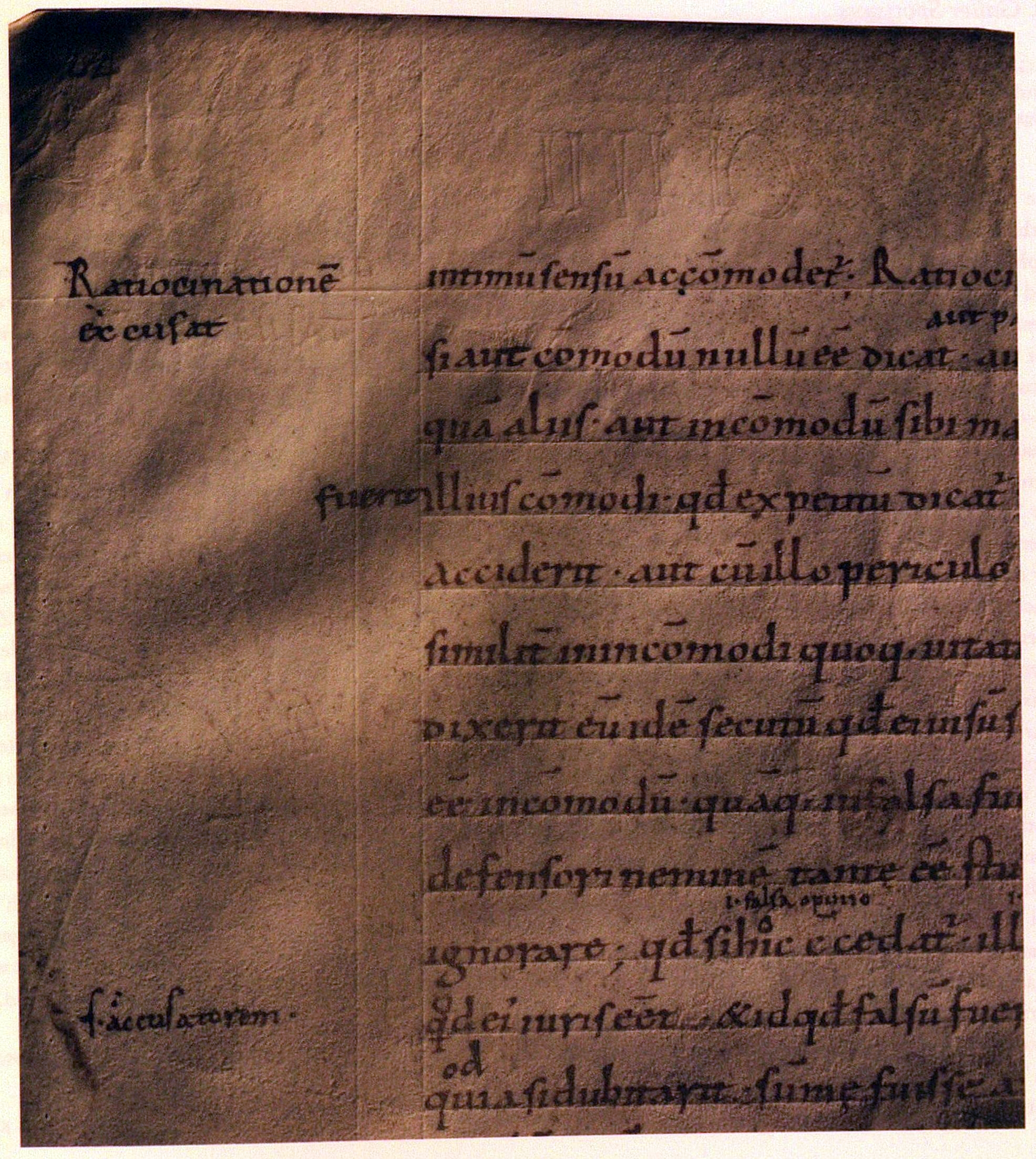
Glosse marginali di Notker ad una copia manoscritta del De inventione di Cicerone, St. Gallen, Stiftsbibliothek, Cod. Sang. 820, p. 124 (X secolo).

Il soprannome di Teutonico è dovuto alla meritoria opera di scrivere, anziché in latino, nella lingua alto-tedesca i suoi commenti di opere filosofiche, in modo da rendere più agevole lo studio dei suoi allievi nella scuola dell'abbazia di San Gallo.
È il suo allievo Ekkehard a narrare come Notker scrivesse «per primo piacevolmente in volgare, esponendo parecchi commenti in tedesco per amore dei suoi studenti» e traducesse anche il Salterio, i Moralia in Iob di Gregorio Magno e altre opere che come quelle sono tuttavia perdute.
A sua volta, lo stesso Notker informava, in una lettera scritta al vescovo Ugo di Sion, di aver tradotto in tedesco le Categorie e il De interpretatione di Aristotele, compreso il commento di Severino Boezio, la Consolazione della filosofia di quest'ultimo, il De nuptiis Philologiae et Mercurii di Marziano Capella e alcuni Salmi, oltre ad aver composto un De sillogismis - tutte opere che ci sono conservate - e opere perdute come gli Opuscoli teologici e la De institutione arithmetica di Boezio, i Disticha Catonis, le Bucoliche di Virgilio e l'Andria di Terenzio.
I suoi commenti non hanno alcuna originalità, basandosi soprattutto su Remigio d'Auxerre e poi su Alcuino, Cassiodoro, Cicerone, Elio Donato, Isidoro di Siviglia e Prisciano e per quanto, in controtendenza con gli studi consueti dell'abbazia - si sia preoccupato di commentare la logica di Aristotele, egli resta del tutto estraneo al pensiero classico del maestro di Stagira, la cui logica non vale, per lui, di fronte alla dogmatica patristica, come mostra anche nel suo commento al De consolatione philosophiae di Boezio. Qui Notker inserisce la sua opinione sugli scopi che la filosofia si prefigge, unendovi un abbozzo elementare di storia della filosofia, che riprende dal De civitate Dei di Agostino:
«La filosofia si divide in divina e umana. Cose divine insegnano coloro che per noi hanno scritto libri sulla natura di Dio e sulla verità della Trinità. Essi si chiamano teologi. Il più grande di loro fu Giovanni evangelista. Cose umane insegnano i naturalisti e gli etici, coloro che si occupano della natura e dei costumi. Il più antico dei fisici fu Pitagora, fra i greci, poi Talete e i suoi discepoli: Anassagora, poi Anassimandro e poi Anassimene. Essi cercano di capire da che cosa questo mondo si originasse. Uno disse dal fuoco, uno disse dall'acqua, uno disse dalla mente divina»
«Coscienzioso e minuto traduttore, il Teutonico è un vero e grande realista, il primo realista della letteratura tedesca. Linguaggio pieno di succo è il suo, linguaggio vivo, linguaggio bello. La sua esperienza linguistica è parallela a quella poetica dell'autore del Ruodlieb: entrambi gli autori inseriscono il loro tedesco nel latino (e talora il loro "latino" nel tedesco) con un procedimento che può talora sembrare arbitrario ed è invece determinato da un preciso e fine senso della realtà: senso psicologico-didattico nel primo, più ampiamente artistico nel secondo».